# Estadio Iberoamericano Bahía Sur
L'Estadio Iberoamericano 2010, conegut també com a Estadio Bahía Sur, és un estadi esportiu a l'aire lliure situat al municipi de San Fernando, (província de Cadis, Andalusia), en el Centre Comercial Bahía Sur. Aquest estadi va ser inaugurat el 1992 i hi disputa els seus partits com a local el San Fernando Club Deportivo, principal equip de la ciutat. Aquest recinte pot albergar 8.021 espectadors.

## Campionats Iberoamericans d'Atletisme
L'any 2010 es van celebrar en aquest estadi els XIV Campionats Iberoamericans d'Atletisme de 2010, competició per a la qual es va remodelar l'estadi i el seu nom va canviar a Estadio Iberoamericano 2010. Entre altres coses es va col·locar una visera a la tribuna i seients als fons i preferència, ja que abans eren graderies de ciment, noves torres d'il·luminació i nou sistema de megafonia. D'igual forma es van realitzar millores als baixos de la tribuna on hi ha els vestidors, sala de premsa i la construcció d'una cafeteria. Igualment a dalt de la tribuna es van col·locar noves cabines de retransmissió.

## Altres esdeveniments
En aquest estadi s'han jugat dos partits amistosos de la selecció espanyola sub-21, els anys 1993 i 1995, contra Dinamarca i Alemanya respectivament. Igualment és un lloc habitual per a la celebració de concerts. L'any 2004 es va disputar el Trofeu Carranza en aquest recinte, en el seu cinquantè aniversari per problemes a la gespa de l'estadi Ramón de Carranza.

## Esdeveniments musicals
En aquest recinte hi han actuat artistes com Sting o Julio Iglesias.

## Major golejada registrada
La major golejada registrada en aquest estadi va ser aconseguida pel seu equip local, el San Fernando CD, el 24 d'agost de 2016 en la Copa de la Reial Federació Espanyola de Futbol amb un 9-0 contra el Club Deportivo Alcalá.